# Heinrich IV. (Baden-Hachberg)

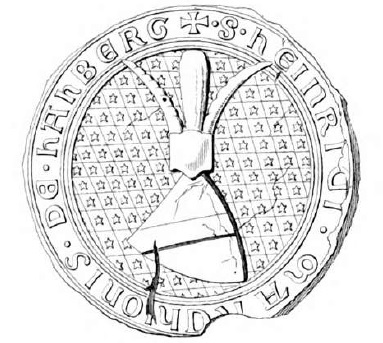
Siegel des Markgrafen Heinrich IV. von Baden-Hachberg von 1331

Heinrich IV. von Baden-Hachberg († 1369) war 1330–1369 Markgraf von Hachberg und Herr zu Kenzingen.

## Leben
Heinrich wurde als Sohn Heinrich III. und der Agnes von Hohenberg († 1310) geboren.
1344 erwarb er vom Kloster Andlau dessen Güter und Rechte in Sexau. „Im Jahre 1352 kaufte Markgraf Heinrich IV. von seinem Schwager Friedrich von Üsenberg die niedere Herrschaft Üsenberg mit Kenzingen und der Kirnburg, obwohl Friedrich seine Herrschaft nur noch von Österreich zu Lehen hatte.“ Das Haus Habsburg erhob nach dem Tode des Friedrich von Üsenberg auch Anspruch auf Kenzingen. 1358 erwirkte Rudolf von Österreich ein Urteil, das ihm die Herrschaften Kenzingen und Kirnbach zuerkannte. Heinrich nannte sich dessen ungeachtet weiter Herr zu Kenzingen, worauf 1365 ein weiteres Urteil gegen ihn ergeht, und 1366 wird gegen ihn und die Stadt Kenzingen sogar die Reichsacht verhängt.

## Ehe und Nachkommen
Heinrich heiratete Anna von Üsenberg und hatte mit ihr mutmaßlich vier Kinder:
- Otto
- Johann
- Hesso
- Kunigunde